# 奧克諾爾村 (亞利桑那州)
奧克諾爾村（英語：Oak Knoll Village）是位於美國亞利桑那州亞瓦派縣的一個非建制地區。該地的面積和人口皆未知。

## 地理
奧克諾爾村的座標為34°30′55″N 112°26′41″W / 34.51528°N 112.44472°W，而該地的平均海拔高度為1787米（即5863英尺）。